# Университет Мариан Нгуаби

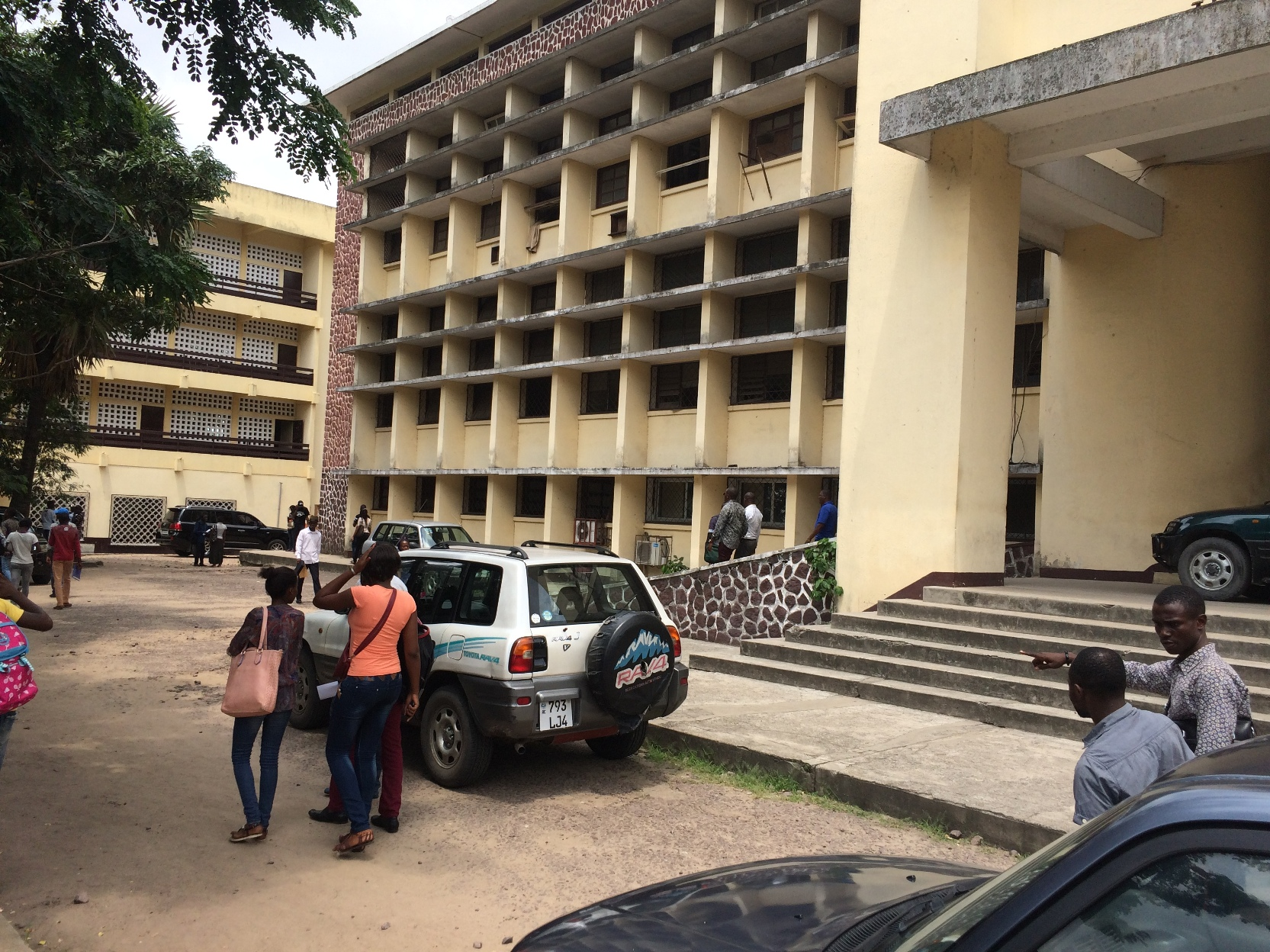

Университет Мариан Нгуаби (фр. Université Marien-Ngouabi) — единственный университет в Республике Конго, финансируемый государством, расположенный в столице Браззавиле.
Деятельность учебного заведения направлена на предоставление высшего образования, исследований, экспертных знаний народу Конго. Университет вносит свой вклад в развитие Конго, в его региональную интеграцию, а также в продвижение культуры и международного сотрудничества в научной, технической и культурной областях мировых и африканских стран.

## История
Создан 4 декабря 1971 года под названием Университет Браззавиля. С 28 июля 1977 года носит имя убитого президента Народной Республики Конго Мариана Нгуаби, который был студентом Университета Браззавиля. Первоначально в состав университета входило четыре факультета и 3000 студентов. Ныне ежегодно в университет обучается от 25 000 до 30 000 студентов.

## Структура
UMNG предлагает разнообразную и многоплановую подготовку, которая охватывает одиннадцать областей высшего образования, соответствующих одиннадцати школам и факультетам:
- Национальная школа управления и магистратуры (ENAM)
- Педагогическая школа (ENS)
- Национальная школа агрономии и лесного хозяйства (ENSAF)
- Национальная школа инженерии (ENSP)
- Юридический факультет (FD)
- Факультет гуманитарных и социальных наук (FLSH)
- Факультет экономики (FSE)
- Факультет медицинских наук (FSSA)
- Факультет науки и технологий (FST)
- Высший институт менеджмента (ISG)
- Высший институт спорта и физического воспитания (ISEPS)

Университет является членом и партнёром Ассоциации франкоязычных университетов,  Фонда ООН в области народонаселения, ЮНЕСКО и Продовольственной и сельскохозяйственной организации ООН.

## Известные преподаватели и выпускники
- Мариан Нгуаби — президент Народной Республики Конго в 1969—1977 годах.
- Бонго Ондимба, Эдит-Люси — первая леди Габона (1989—2009).
- Гакоссо, Жан-Клод — конголезский политический и государственный деятель.
- Дестине Эрмела Дукага — конголезский политический и государственный деятель, писательница.
- Надингар, Эммануэль — конголезский политический и государственный деятель, премьер-министр (2010-2013).
- Антуан Ндинга Оба — конголезский политический и государственный деятель, министр иностранных дел, ректор (1976/1977).
- Махамат Али Адум — чадский политический и государственный деятель, министр иностранных дел Чада (1992—1993).